# Phintella vittata
Phintella vittata là một loài nhện trong họ Salticidae.
Loài này thuộc chi Phintella. Phintella vittata được Carl Ludwig Koch miêu tả năm 1846.